# Cyathea microchlamys
Cyathea microchlamys är en ormbunkeart som beskrevs av Holtt. Cyathea microchlamys ingår i släktet Cyathea och familjen Cyatheaceae. Inga underarter finns listade.